# Słupia Konecka
De gemeente Słupia Konecka (tot 1999 gmina Słupia) is een landgemeente in het Poolse woiwodschap Święty Krzyż, in powiat Konecki.
De zetel van de gemeente is in Słupia.
Op 30 juni 2004 telde de gemeente 3641 inwoners.

## Oppervlakte gegevens
In 2002 bedroeg de totale oppervlakte van gemeente Słupia Konecka 105,66 km², waarvan:
- agrarisch gebied: 60%
- bossen: 34%

De gemeente beslaat 9,27% van de totale oppervlakte van de powiat.

## Demografie
Stand op 30 juni 2004:
| Omschrijving                   | Totaal | Totaal | Vrouwen | Vrouwen | Mannen | Mannen |
| ------------------------------ | ------ | ------ | ------- | ------- | ------ | ------ |
| eenheid                        | aantal | %      | aantal  | %       | aantal | %      |
| inwoners                       | 3641   | 100    | 1770    | 48,6    | 1871   | 51,4   |
| bevolkingsdichtheid (inw./km²) | 34,5   | 34,5   | 16,8    | 16,8    | 17,7   | 17,7   |

In 2002 bedroeg het gemiddelde inkomen per inwoner 1265,37 zł.

## Aangrenzende gemeenten
Fałków, Krasocin, Łopuszno, Przedbórz, Radoszyce